# Longueville-sur-Scie
Longueville-sur-Scie település Franciaországban, Seine-Maritime megyében. Lakosainak száma 908 fő (2022. január 1.). Longueville-sur-Scie La Chaussée, Criquetot-sur-Longueville, Dénestanville, Saint-Crespin és Sainte-Foy községekkel határos.

## Népesség
A település népességének változása:
| Lakosok száma | 970  | 980  | 1010 | 980  | 988  | 992  | 964  | 936  | 908  |
|               | 2013 | 2015 | 2016 | 2017 | 2018 | 2019 | 2020 | 2021 | 2022 |